# Моран з леді Летті (фільм)
Моран з леді Летті (англ. Moran of the Lady Letty) — американський пригодницький фільм режисера Джорджа Мелфорда 1922 року.

## Сюжет
Сором'язливий парубок відправляється в плавання і закохується в дочку капітана.

## У ролях
- Дороті Далтон — Моран Летти Стернерсен
- Чарльз Брінлі — капітан Ейлерт Стернерсен
- Еміль Йоргенсон — Нелс Ларсен
- Рудольф Валентіно — Рамон Ларедо
- Мод Вейн — Жозефіна Херрік
- Волтер Лонг — капітан «Слизький» Кітчел
- Джордж Кува — «Чопстік» Чарлі
- Сесіл Холленд — Панчо